# Bourguignon-Morvandiau
Bourguignon-Morvandiau ist eine der Langues d’oïl, die in Morvan (Burgund) gesprochen wird und zu den romanischen Sprachen gehört. Sie ist eine der durch Frankreich anerkannten Regionalsprachen (Cerquiglini-Bericht, 1999). Die Varianten sind dijonnais, beaunois, verduno-chalonnais, valsaônois, nord-morvandeau, auxerrois und langrois.
Das Bourguignon wird im nördlichen Burgund gesprochen. Sein Gebiet reicht etwas in die Franche-Comté.
„Bourguignon“ heißt in der Sprache bregognon.

## Geschichte
Es ist vom Altniederländischen beeinflusst, weil die spätmittelalterlichen Herzöge von Burgund auch große Teile der Niederlande und Belgiens beherrschten und dort der wirtschaftliche und kulturelle Schwerpunkt ihrer Territorien lag. Zum Beispiel kommt das Wort couque von altholländischen kooke (Kuchen). 
Der ch-Laut ist in burgundischen Varietäten vorhanden.
Es gibt auch Einfluss durch das Frankoprovenzalische, das im Süden rund um Lyon angrenzt.